# 麗々亭柳橋 (5代目)
五代目 麗々亭 柳橋（れいれいてい りゅうきょう、1871年6月6日（明治4年4月19日） - 1923年9月1日）は、本名∶斉藤久吉。落語睦会所属。三代目麗々亭柳橋の三男、実の兄は四代目麗々亭柳橋、講談師の二代目桃川如燕。

## 経歴
12歳（ないし13歳）で三代目麗々亭柳橋に入門し春風亭小柳で初高座、当時は小踊りで客への受けがよかった。
1899年（ないし1900年）に小柳橋と改名。実兄がこの年に亡くなり一門の総帥になるも、芸はあまり伸びなかった。1904年に父の晩年の名である春錦亭柳桜を継ぎ、1911年3月にはようやく五代目麗々亭柳橋を襲名。落語睦会に所属し活動していたが、関東大震災で“本所被服廠跡地の火災旋風”に遭遇、焼死した。

## 芸風
双ッ面や坐り踊りを得意とし、残された速記には「花筏」「薙刀傷」「踏台」等がある。